# Marqués de Haihun
Liu He (chino: 劉賀; pinyin: Liú Hè) fue el noveno emperador de la Dinastía Han de China. Gobernó solo por 27 días, por lo que a veces se le omite de la lista oficial de emperadores Han. Fue elegido como emperador por el ministro Huo Guang en el año 74 a. C., pero fue depuesto rápidamente debido a su personalidad frívola e incapaz. Es mejor conocido bajo el título que tuvo después de su destronamiento, "Marqués de Haihun" (海昏侯), que también puede ser traducido como "Marqués de la Incompetencia Marítima".
El marqués era nieto del famoso Emperador Wu, pero fue infame por tener una vida descontrolada y poco madura. Según las fuentes chinas, fue un amante del vino y las mujeres. Al ser informado de que sería coronado emperador, se le indicó que debía respetar el periodo de luto por el difunto Emperador Zhao. Sin embargo, Liu He prefirió pasar el día bebiendo alcohol. Cuando uno de sus funcionarios, Fu Jia, le criticó por sus actitudes, el nuevo emperador lo envió a prisión. Huo Guang y Shangguan, la esposa del difunto Zhao, lo retiraron del trono para encontrar a un candidato más apto. La mayoría de nobles de Changyi fueron ejecutados por no haber podido contener a Liu He. A los perdonados les fue cortado el pelo al cero y obligados a trabajos forzados como castigo. El antiguo emperador murió como marqués en 59 a. C., sobreviviéndole 16 esposas y 22 hijos.
Los autores modernos consideran difícil tener una imagen precisa de él y su reinado, porque se basa en escritos posteriores a su destitución que podrían haber sido parciales o exagerados para desacreditarlo.
Su tumba fue descubierta en 2011 en el norte de Xinjian, en Jiangxi donde pasó sus últimos años. Una de las pocas tumbas de emperadores Han hallada intacta, de su ajuar se recuperaron casi 20.000 objetos, entre los cuales destacan 300 objetos de oro, el sello personal de jade con su nombre, dos millones de monedas de cobre, varios libros en tablillas de bambú incluyendo una versión de las Analectas de Confucio que llevaba perdida 1800 años y un espejo con la imagen grabada de Confucio más antigua conocida. En 2019, el académico Jue Guo alegó que no se trataba de un espejo, sino de un talismán.

Lámpara de bronce en forma de ganso, de la tumba del marqués de Haihun.